# NGC 6025
NGC 6025 ist ein Offener Sternhaufen vom Trumpler-Typ II2p im Sternbild Südliches Dreieck. Er hat eine scheinbare Helligkeit von +5,10 mag und einem Winkeldurchmesser von 15 Bogenminuten.
Entdeckt wurde das Objekt im Jahr 1751 von Nicolas Louis de Lacaille.